# Chapelle Sainte-Jeanne-d'Arc de Saint-André
Pour les articles homonymes, voir Chapelle Sainte-Jeanne-d'Arc et Sainte-Jeanne-d'Arc.
La chapelle Sainte-Jeanne d'Arc, dite salle Jeanne d'Arc, est un édifice remarquable de l'île de La Réunion, département d'outre-mer français dans le sud-ouest de l'océan Indien. Située au 16, rue du Père-Buschère, à Saint-André, elle est construite en 1943 et inscrite en totalité aux Monuments historiques depuis le 26 janvier 2012,.

## Histoire
L'édifice perd sa toiture lors du cyclone Fakir en avril 2018. Il est retenu pour bénéficier de la mission Patrimoine en 2023.

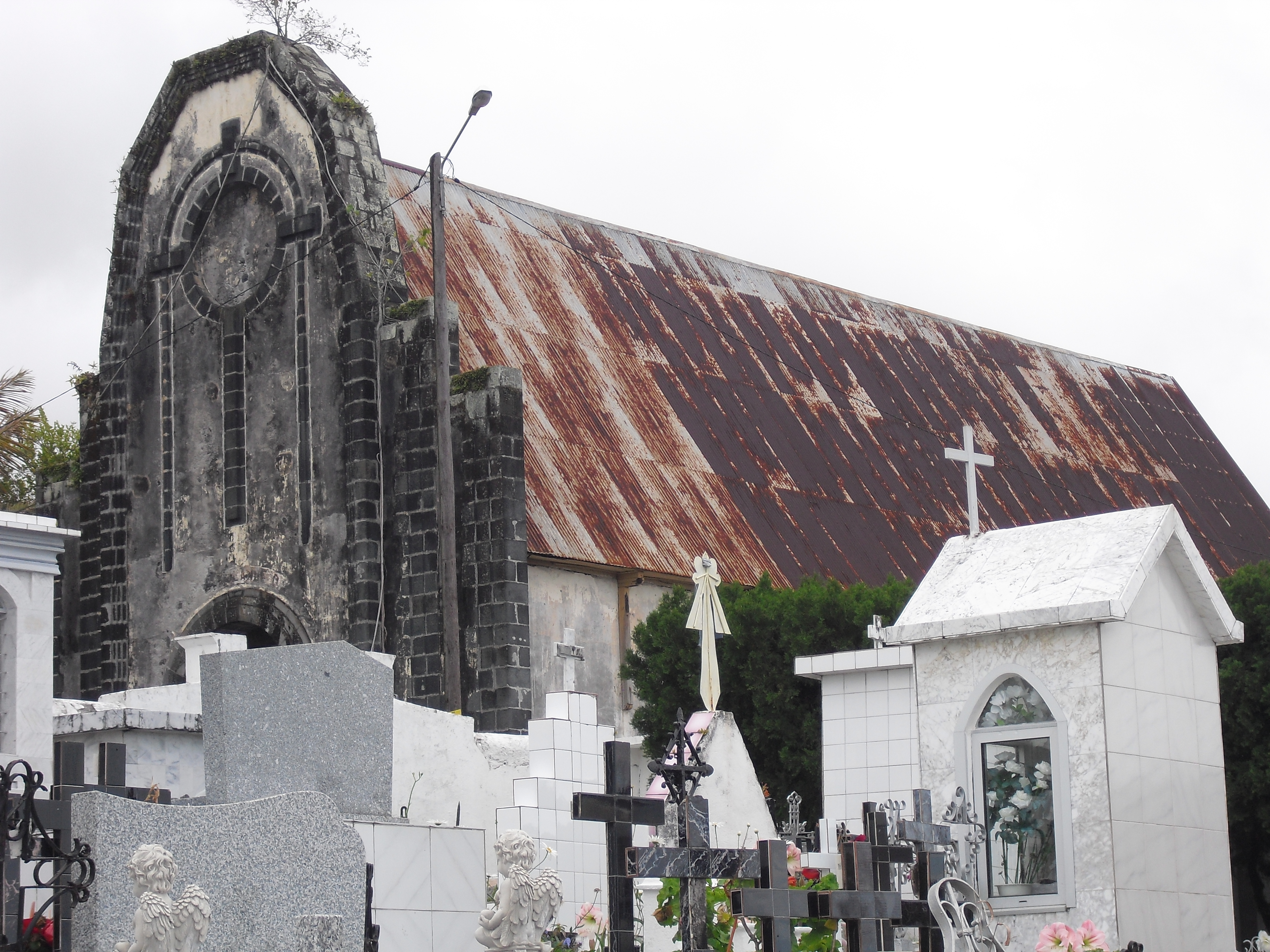
Chapelle Sainte-Jeanne d'Arc depuis le cimetière avant la tempête Fakir de 2018